# Contea di Wakool
La contea di Wakool è una Local Government Area che si trova nel Nuovo Galles del Sud. Essa si estende su una superficie di 7.520 chilometri quadrati e ha una popolazione di 4.389 abitanti. La sede del consiglio si trova a Moulamein.